# Werbespot

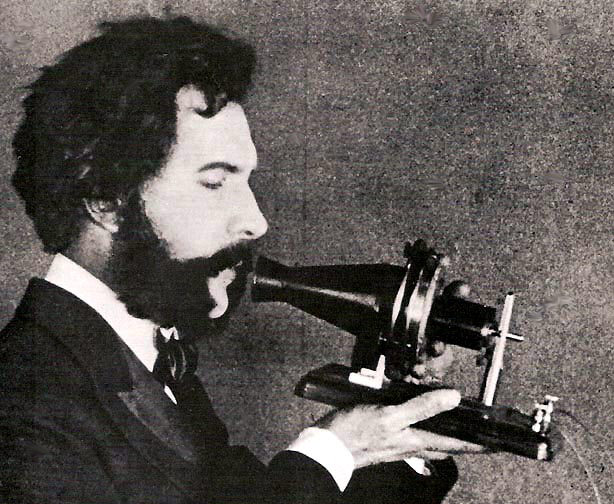
Werbefilmausschnitt der US-amerikanischen Telefonfirma AT&T (1926)

Ein Werbespot ist ein kurzer Film oder Audioclip, mit dem für eine Ware, eine Marke oder eine Dienstleistung geworben wird. Zumeist wird er von Werbeagenturen im Auftrag eines Markeninhabers oder Produktanbieters entworfen. Er wird von darauf spezialisierten Werbefilm-Produktionsunternehmen hergestellt und hauptsächlich in Fernsehen, im Internet, Radio und zu einem kleinen Teil auch im Kino verbreitet. Ein Werbespot soll in erster Linie den Verkauf des beworbenen Produktes steigern oder das Produktvertrauen erhöhen. Die werbende Absicht verbindet den Werbespot mit dem Imagefilm und anderen, längeren Werbefilmformaten. Seine dramaturgischen und audiovisuellen Mittel sind so vielfältig und aufwendig wie es der jeweils aktuelle Stand der internationalen Filmproduktion erlaubt.

## Medien und wirtschaftliche Rahmenbedingungen
Die vom Auftraggeber zu tragenden Kosten für Werbespots setzen sich aus drei Faktoren zusammen: Entwicklungskosten, die zum Großteil bei der Werbeagentur anfallen, Produktionskosten für die Herstellung im engeren Sinne, die die Produktionsfirma übernimmt, und Sende- oder Schaltungskosten, die bei den Fernsehsendern, Webseitenbetreibern oder Kinos anfallen, die den Spot ausstrahlen. Die jeweiligen Einsatzmedien haben spezifische Auswirkungen auf Konzeption und Umsetzung der Spots.

### Fernsehen
Im deutschen Fernsehen wurden 2011 nach Informationen des Zentralverbands der Deutschen Werbewirtschaft (ZAW) Werbespots mit einer Gesamtlänge von 1,79 Millionen Minuten oder 1.243 Tagen ausgestrahlt. Die durchschnittliche Länge eines Werbespots betrug 30 Sekunden. Der Umsatz der Fernsehsender mit dem Verkauf von Werbezeiten belief sich dabei auf 3,981 Milliarden Euro, womit die Fernsehsender im Vergleich die meisten Werbeeinnahmen aller Medien verbuchen, etwa 20 % der Nettowerbeeinnahmen insgesamt.
Für Fernsehwerbung werden Werbespots also am häufigsten genutzt. In Deutschland finanzieren sich die privaten Fernsehsender hauptsächlich über die auf diese Weise generierten Werbeeinnahmen. Die öffentlich-rechtlichen Sender finanzieren sich über Gebühren, dürfen aber auch im eingeschränkten Maße Werbezeiten verkaufen und damit zusätzliche Erlöse erzielen.
Der Einsatz von Werbespots im Fernsehen wird nach Sekunden abgerechnet. Die Einsatzkosten betragen ein Vielfaches der Produktionskosten. Daraus ergibt sich auf Seiten des Auftraggebers ein allgemeingültiges Interesse: Ein Spot soll möglichst viel positive Aufmerksamkeit generieren in möglichst kurzer (Ausstrahlungs-)Zeit. Die Wirkungsforschung hat noch dazu ergeben, dass die Wirksamkeit von Fernsehspots mit zunehmender Länge nur unterproportional wächst. Dieses grundsätzliche, vom Medium und seinen wirtschaftlichen und wirkungspsychologischen Rahmenbedingungen vorgegebene Kundeninteresse prägt Konzeption und Umsetzung von Werbespots bis ins kleinste Detail.
Die Unterbrechung einer Sendung durch Werbespots führt zu „Wanderbewegungen“, zum sogenannten Audience Flow: über 50 % der Fernsehzuschauer schalten um oder ab, sobald Werbung kommt; nur 9 % wechseln nicht das Programm durch Zapping. Zur Verbesserung des Audience Flow sind die Sender dazu übergegangen, die Scharnierwerbeblöcke (ein Werbeblock zwischen einer endenden und einer beginnenden neuen Sendung; oft als „Countdown-Werbung“) fast vollständig durch Unterbrecherwerbung (Werbeblock während einer Sendung) zu ersetzen.

### Internet
Die Werbung im Internet, speziell im WWW, ist ein massiv expandierender Markt. Im Jahr 2011 wurden laut dem Zentralverband der Deutschen Werbewirtschaft (ZAW) 990 Millionen Euro oder rund ein Viertel der Fernsehumsätze für „Online-Angebote“ ausgegeben, wobei sich allerdings nicht nachverfolgen lässt welcher Anteil daran auf Werbespots entfällt. Die Rahmenbedingungen unterscheiden sich grundsätzlich von denen des Fernseheinsatzes. Ein entscheidender Unterschied ist, dass Werbezeiten im Internet nicht nach Sekundenlängen abgerechnet werden, sodass der kommerzielle Druck auf den Werbetreibenden, möglichst kurze Formate herzustellen, eine weitaus geringere Rolle spielt.
Werbespots, die für das Fernsehen oder das Kino hergestellt wurden, werden häufig im Internet zweitverwertet. Aufgrund des fehlenden Sekundenpreisdrucks werden für das Internet oft längere Versionen der ursprünglichen Fernsehspots hergestellt. Daneben entstehen eigene audiovisuelle Formate, die auf die spezifischen Einsatzmöglichkeiten im Internet ausgerichtet sind, etwa interaktive Formate, bei denen der User den Verlauf des Spots mitgestalten kann oder die die Seitenausrichtung der Bildschirme von Smartphones besonders berücksichtigen.

### Kino
Für den Einsatz von Werbung im Kino wird vergleichsweise wenig ausgegeben. Der Zentralverband der deutschen Werbewirtschaft erfasst die Ausgaben für 13 unterschiedliche Medien, von denen das Kino im Jahr 2011 mit Werbeumsätzen von 85 Millionen Euro erst an letzter Stelle steht. Die Kino-Umsätze machen nicht einmal 1 % der Gesamtwerbeumsätze aus; für Fernsehwerbung wurde nahezu das 50-fache ausgegeben. Anders als das private Fernsehen sind die Kinos allerdings wegen der Einnahmen über Eintritte und Gastronomie auch nicht zu 100 % auf Werbeeinnahmen angewiesen.
Kinowerbung wird in Kinos vor dem Hauptfilm gezeigt. Von der Fernsehwerbung unterscheidet sie sich in der Länge – Kinowerbung ist zumeist länger als Fernsehwerbung – und im Inhalt: Kinowerbung ist konzeptionell unterhaltsamer und handlungsorientierter, weil das Medium und die Sehgewohnheiten eines Kinokonsumenten nach „kinofilmähnlicheren“ Werbespots verlangen.

## Sonderformen

### Viral
Ein Viral ist ein Werbespot, der eigens für das Internet produziert wird. Seine Konzeption ist darauf angelegt, dass die User den Film selbst verbreiten, weil er ihnen gefällt. Dementsprechend verletzt ein Viral oft absichtlich die formalen und inhaltlichen Konventionen von Fernseh- und Kinowerbung, um einen höheren Aufmerksamkeitswert zu erzielen.

### DRTV Spots
Klassische Spots preisen ein Produkt oder eine Marke an, dienen aber in erster Linie der Image-Bildung, nicht dem unmittelbaren Verkauf. DRTV-Spots (kurz für „Direct Response Television“) zielen dagegen mithilfe einer eingeblendeten Telefonnummer oder Internet-Adresse darauf, dass der Zuschauer das beworbene Produkt sofort erwirbt.

### Social-Spot
Der Social-Spot ist ein Werbespot, der nicht für die Umsatzsteigerung einer Marke oder eines Produktes eingesetzt wird, sondern für bestimmte gesellschaftliche Veränderungen wirbt, indem er etwa zum Einsatz gegen Ausländerfeindlichkeit aufruft.

### Wahlwerbespot
Der Wahlwerbespot wirbt im Wahlkampf um Stimmen für bestimmte Parteien oder Kandidaten.

### Spec Spot
Ein Spec Spot (von engl. on spec = ‚auf gut Glück‘) wird nicht für einen realen Werbeeinsatz gemacht. Er soll potenziellen Auftraggebern vielmehr die Kunstfertigkeit eines Regie-Neulings auf diesem Gebiet zeigen, der dies noch nicht mit genug realen Aufträgen belegen kann.

### Logomorphing
Logomorphing bezeichnet die Verwandlung eines TV-Logos in ein anderes Objekt. Dieses Objekt ist dann ein Bestandteil des folgenden Werbespots. Mit dem Logomorphing soll ein harmonischer Übergang von Programm in die Werbung geschaffen werden. Man erhofft sich durch die Verbindung des bekannten Logos mit dem Werbespot, dass die positiven Eigenschaften des Senders (oder des Programms) auf das Werbeobjekt übergehen.
Dieses Werbeformat ist im deutschen TV-Raum bisher wenig verbreitet. Nur wenige Sender, darunter Sat.1 und VOX, haben bisher ein Logomorphing benutzt.
Besonders bei Unterbrechungen beliebter Sendeformate kommt das Logomorphing zum Einsatz.

## Entstehung
Der Verlauf einer Werbefilmproduktion lässt sich in vier Projekt-Phasen beschreiben: Konzeption, Vorproduktion, Dreharbeiten und Nachproduktion.

### Konzeption
In der Konzeptionsphase entwickelt in der Regel eine Werbeagentur unterschiedliche Werbespot-Ideen im Rahmen einer Gesamtstrategie und präsentiert sie bei ihrem Kunden, dem Werbung treibenden Unternehmen. Nach der Entscheidung für eine Idee entwickelt die Agentur ein Storyboard und lässt auch dieses vom Kunden freigeben. Anschließend erstellt sie ein Briefing und schreibt einen Pitch aus, bei dem sich in der Regel drei bis fünf Werbefilmproduktionsgesellschaften um den Auftrag für die Umsetzung des Spots bewerben. Die Produktionsfirmen kalkulieren ihre Kosten, erstellen ein Angebot und schlagen insbesondere Regisseure für die Umsetzung vor. Sie arrangieren Telefonkonferenzen oder Treffen mit der Agentur und erarbeiten mit der Regie gemeinsam eine Regie-Interpretation der Agenturvorgaben. Die Agentur präsentiert am Ende eine Agenturempfehlung und der Kunde entscheidet sich für die Umsetzung mit einem Regisseur und der dazugehörigen Produktionsfirma.

### Vorproduktion
Die Vorproduktion beginnt mit dem Auftrag an die Produktionsfirma und umfasst sämtliche auch im Spielfilm anzutreffenden Prozesse wie Casting, Ortssuche, Team- und Technikbuchung, allerdings in meist deutlich kürzerer Zeit. Die Vorproduktion mündet in einem sogenannten „PPM“, einem Pre Production Meeting, in dem Agentur und Produktionsfirma kurz vor Dreh den kompletten Stand ihrer Vorbereitung beim Kunden präsentieren und freigeben lassen.

### Dreharbeiten
Dreharbeiten dauern für einen deutschen Werbespot budgetbedingt nur wenige Tage. Sie unterscheiden sich ansonsten kaum von denen eines Spielfilms. Werbeagentur und Kunde sind beim Dreh anwesend um die Einhaltung der beauftragten Vorgaben zu überwachen.

### Nachproduktion
Die Nachproduktion unterscheidet sich wiederum nur im Zeitfaktor von der eines Spielfilms. Sie endet im Falle einer Fernsehwerbung nach Abnahme und Freigabe des finalen Werbespots durch Agentur und Kunden mit der Herstellung eines Masters, das als sogenanntes „Sendeband“ an die einzelnen TV-Stationen verschickt oder digital auf einen Server hochgeladen wird (Fernsehwerbespot, Internet-Werbespot), oder der Herstellung von – digitalen oder analogen – Kinokopien (Kinowerbespot).

## Werberichtlinien für Fernsehwerbung in Deutschland
Nach den deutschen Werberichtlinien dürfen klassische und DRTV-Spots maximal 89 Sekunden lang sein. Längere Werbesendungen gelten als Dauerwerbesendungen oder Infomercials und müssen während ihrer gesamten Laufzeit als Werbe- oder Verkaufssendung gekennzeichnet sein.
In Deutschland gelten folgende Regelungen:
- Maximal 12 Minuten (= 20 %) Spotwerbung pro Stunde
- Maximal 15 % Spotwerbung pro Tag
- Maximal 20 % Spotwerbung + DRTV-Spots pro Tag
- Maximal 3 Stunden Infomercials pro Tag

Die öffentlich-rechtlichen Anstalten unterliegen davon abweichenden, strengeren Bedingungen. Diese sind im Rundfunkstaatsvertrag geregelt.